# Лоренцана
Лоренцана (італ. Lorenzana) — колишній муніципалітет в Італії, у регіоні Тоскана,  провінція Піза. З 1 січня 2014 року Лоренцана є частиною новоствореного муніципалітету Креспіна-Лоренцана.
Лоренцана розташована на відстані близько 250 км на північний захід від Рима, 65 км на південний захід від Флоренції, 23 км на південний схід від Пізи.
Населення — 1200 осіб (2012).

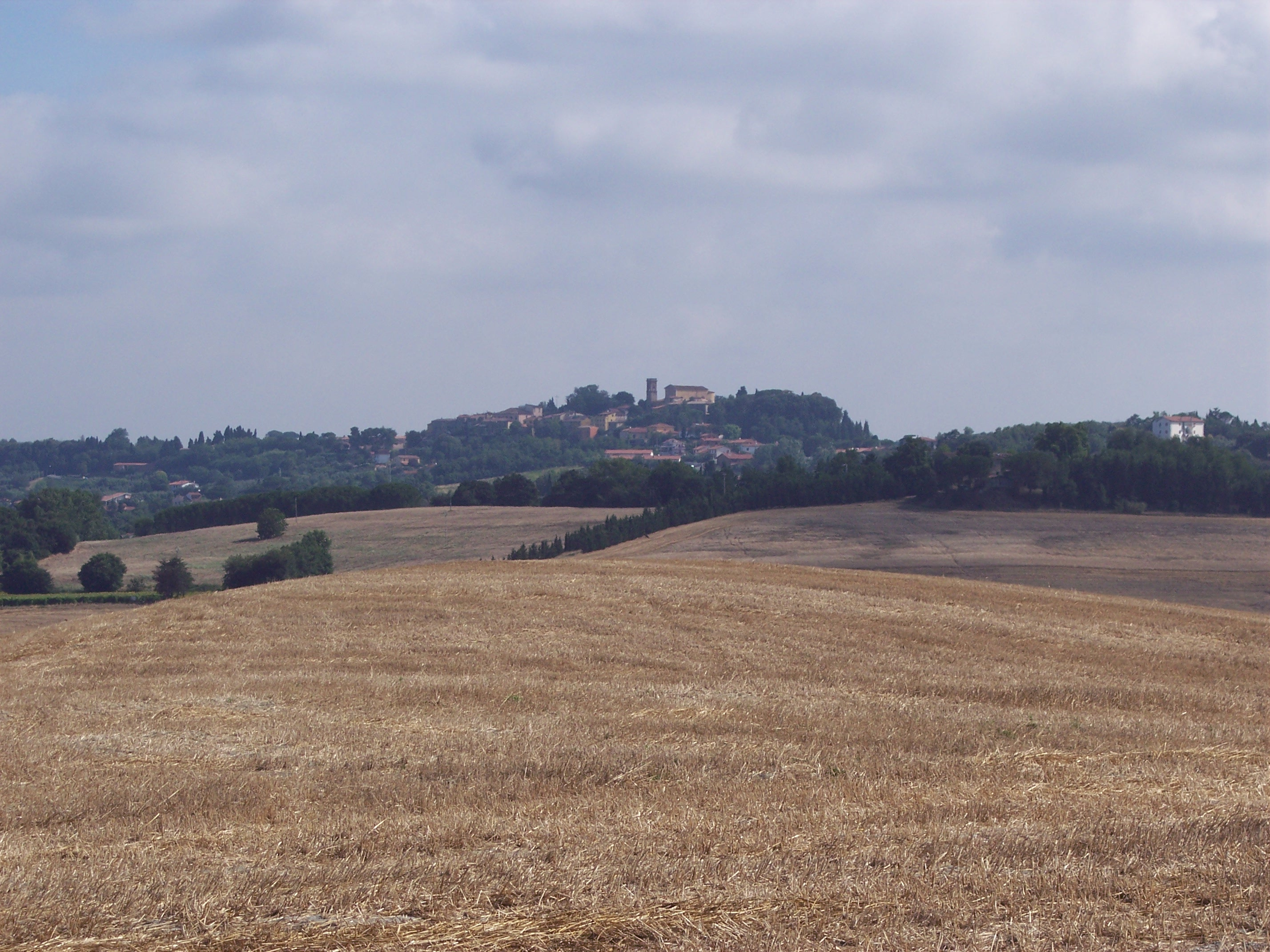

Щорічний фестиваль відбувається 24 серпня. Покровитель — святий Варфоломій.

## Демографія
Населення за роками:

Станом на 31 грудня 2010 року в муніципалітеті офіційно проживали 54 іноземці з 14 країн, серед них 27 громадян країн Євросоюзу.

## Сусідні муніципалітети
- Кашіана-Терме-Ларі
- Креспіна
- Фаулья
- Орчіано-Пізано
- Санта-Луче